# Нутаармиут
Нутаармиут (гренл. Nutaarmiut; «место, освоенное людьми») — населённый пункт на одноимённом острове, на северо-западном побережье Гренландии.

## География
Остров Нутаармиут, на территории которого находился данный населённый пункт, входит в состав архипелага Упернавик, расположенного в северо-восточной части моря Баффина. Группа островов тянется от полуострова Нунавик на юге до северо-западного побережья залива Мелвилл на севере.

## Численность населения

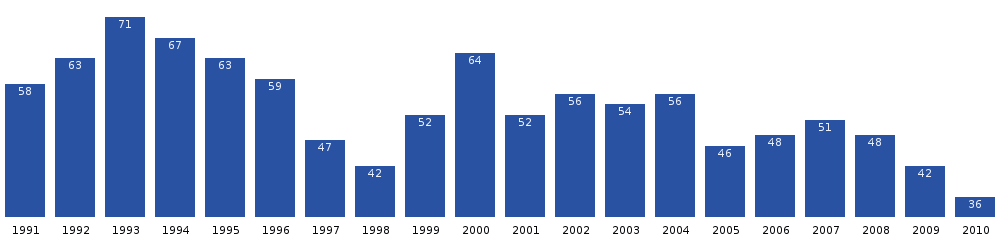
Динамика численности населения Нутаармиута за последние 2 десятилетия. Источник: Statistics Greenland

С начала 1990-х годов в Нутаармиуте наблюдается тенденция к снижению численности населения: если ещё в 1998 году в нём проживало 42 человека, то в 2010 году уже 36.